# Sierras del sur de Galicia

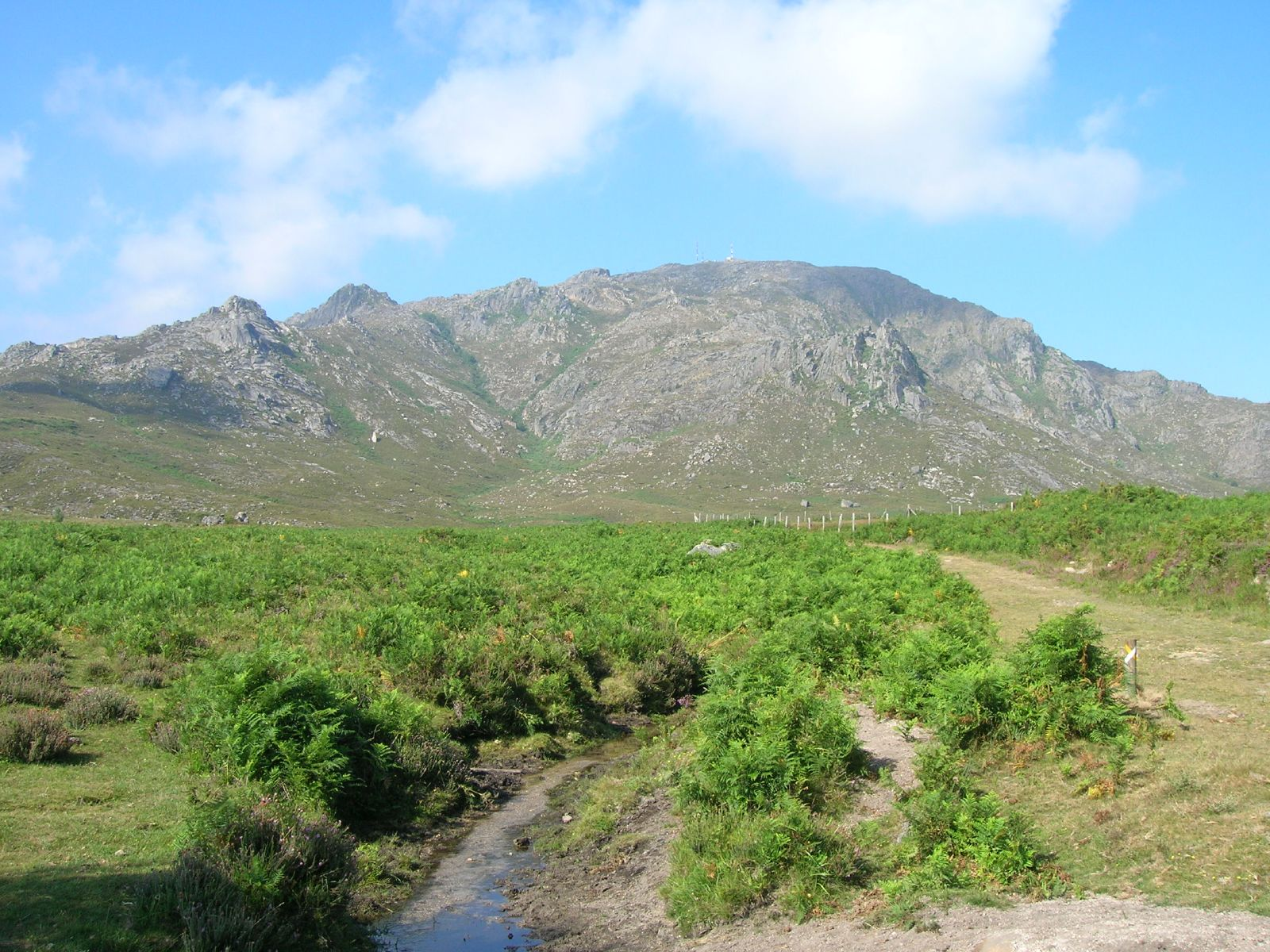
Sierra de Santa Eufemia (Lovios)

Las sierras del sur de Galicia son aquellas que se extienden a lo largo de la frontera con Portugal hasta el río Miño. Se trata de una agrupación de sierras que no tienen una continuidad dado que están interrumpidas por la depresión de Monterrey. Presentan la fractura de varias fallas con orientación N-S o NE-S.

## Características
Un primer grupo está formado por sierras de escasa altura, en la comarca de Riós y la sierra de las Penas Libres, en Villardevós. Después de pasada la depresión de Monterrey, están la sierra de Laroco, la sierra de la Pena, la sierra de Pisco y la del Sierra de Gerez. A partir de la sierra de Santa Eufemia, la orientación pasa de ser E-O a ser N-S, y así continúa hasta el río Miño por las sierras del Quinzo, Queguas y Laboreiro.
Son en general sierras de relieve suave con alrededor de 1.000 metros de altitud por promedio. El pico más elevado se encuentra en la sierra de Gerez, especialmente el Altar de los Cabrós, con 1498 metros.